# Discorso sulla salvezza
Il discorso sulla salvezza è un discorso pronunciato da Gesù e riportato dal Vangelo secondo Matteo e dal Vangelo secondo Luca. 

## Il discorso
Nel vangelo di Matteo, il testo è più breve e dice: Entrate per la porta stretta, perché larga è la porta e spaziosa la via che conduce alla perdizione, e molti sono quelli che entrano per essa; quanto stretta invece è la porta e angusta la via che conduce alla vita, e quanto pochi sono quelli che la trovano!
Nel vangelo di Luca, il testo è più esteso e dice: Un tale gli chiese: «Signore, sono pochi quelli che si salvano?». Rispose: «Sforzatevi di entrare per la porta stretta, perché molti, vi dico, cercheranno di entrarvi, ma non ci riusciranno. Quando il padrone di casa si alzerà e chiuderà la porta, rimasti fuori, comincerete a bussare alla porta, dicendo: Signore, aprici. Ma egli vi risponderà: Non vi conosco, non so di dove siete. Allora comincerete a dire: Abbiamo mangiato e bevuto in tua presenza e tu hai insegnato nelle nostre piazze. Ma egli dichiarerà: Vi dico che non so di dove siete. Allontanatevi da me voi tutti operatori d'iniquità! Là ci sarà pianto e stridore di denti quando vedrete Abramo, Isacco e Giacobbe e tutti i profeti nel regno di Dio e voi cacciati fuori. Verranno da oriente e da occidente, da settentrione e da mezzogiorno e siederanno a mensa nel regno di Dio. Ed ecco, ci sono alcuni tra gli ultimi che saranno primi e alcuni tra i primi che saranno ultimi».

## Significato
La porta stretta non va intesa come una via difficile che può essere percorsa solo dai più bravi e richiede sofferenze e sacrifici, ma come una strada che va percorsa facendosi piccoli e umili. Secondo alcuni commentatori, la frase va collegata all'invito di Gesù a farsi come i bambini per entrare nel Regno dei cieli e alla frase pronunciata alla fine dell'incontro con il giovane ricco, quando alla domanda: "Chi si salverà?" Gesù risponde: "Per gli uomini è impossibile, ma per Dio tutto è possibile." Per salvarsi occorre quindi affidarsi a Dio. Al tempo stesso, come precisa il vangelo di Luca, occorre vivere la religione in modo sostanziale e non superficiale. Non basta mangiare il pane di Gesù e conoscere i suoi insegnamenti e credervi, ma bisogna comportarsi nella vita in modo adeguato, facendosi pane per gli altri e cercando di essere cristiani credibili e non solo credenti.